# Àngel Pomerol

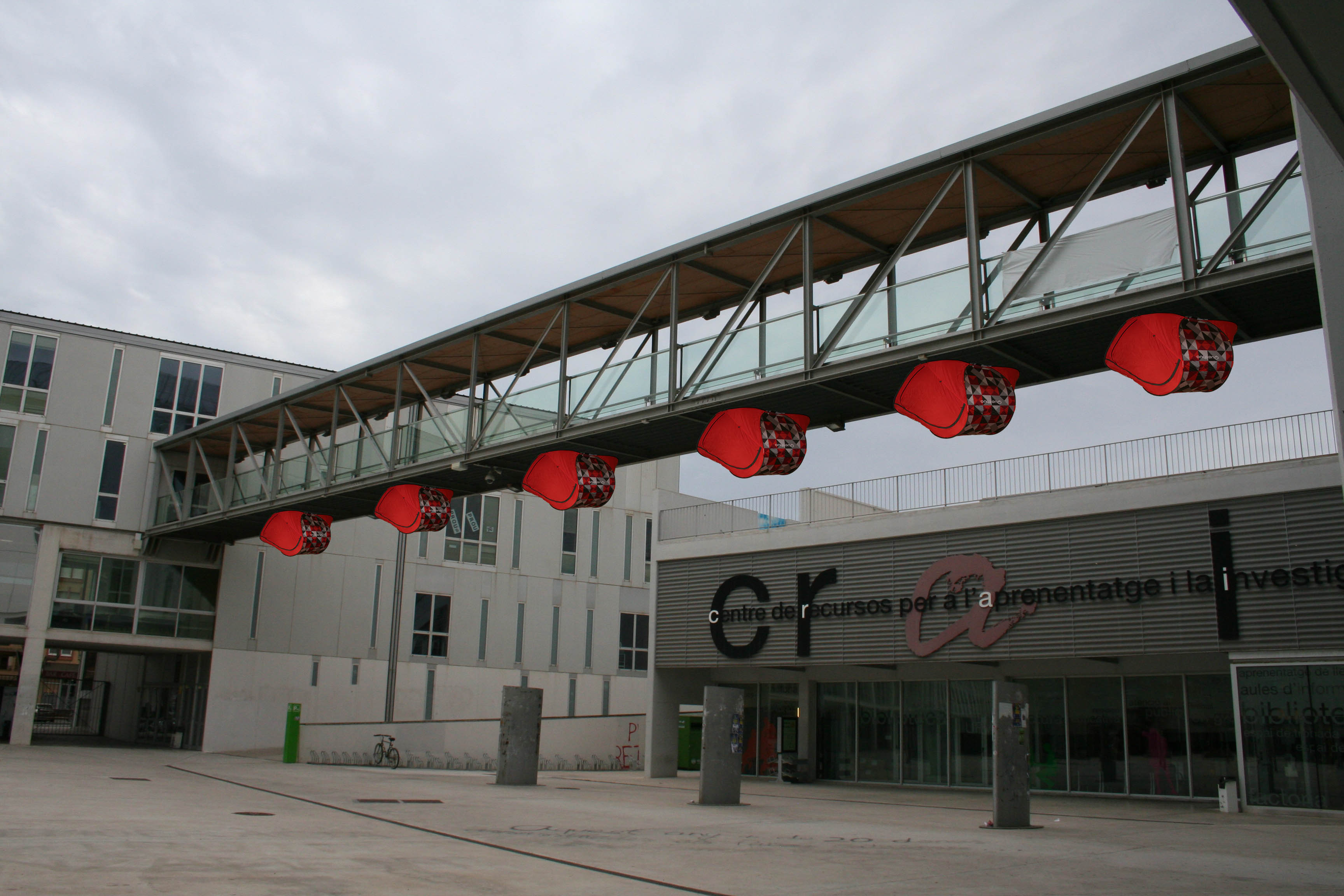
La plusvàlua està pels núvols. Projecte URV, Tarragona, 2016

Àngel Pomerol (Tarragona, 1961) És un artista visual català que treballa en escultura, projectes audiovisuals, net.art i publicacions gràfiques alternatives. Graduat en Escultura per l'Escola d'Art i Disseny de Tarragona (1988), Llicenciat en Belles Arts per la UB (1997). Ha exercit de professor titular d'Educació Plàstica a Secundària.

## Procès creatiu
Utilitza la semàntica dels materials, les imatges i els objectes per construir missatges visuals de fort contingut social. Al llarg de diferents projectes ha tractat el tema de l'habitatge com a lloc primordial per a la vida i la socialització de les persones. Ho ha fet amb escultures, fotografies, dibuixos i instal·lacions; amb imatges de nius, cases arquetípiques i amb objectes reals que simbolitzen refugis provisionals, com ara casetes per a ocells o tendes de campanya. Realitza estudis formals i conceptuals sobre el tema que desenvolupa i alhora produeix obres materials i publicacions gràfiques. En el projecte i exposició «La plusvàlua està pels núvols» (Tarragona i Mataró, 2015-16) va fer una crítica als efectes de la crisi econòmica en la precarització del dret a l'habitatge. Va instal·lar tendes de campanya en llocs insòlits com ara el sostre d'una biblioteca històrica de Reus i va fer un projecte per posar-ne sota un pont entre edificis del Campus Catalunya a la Universitat Rovira i Virgili.
A «In Memoriam» va treballar el tema dels records. Objectes procedents de la memòria familiar (llibres, roba i documents) reflectien la història col·lectiva de la postguerra civil, enllaçats a elements simbòlics de la crisi econòmica a principis del segle XXI. Els materials en procès d'evelliment simbolitzaven la destrucció ordenada de la nostra civilització. El conflicte del sistema polític/econòmic és present a la instal·lació «In Memoriam» amb unes rates hiperrealistes que roseguen uns engranatges inversemblants.
Ha participat en projectes col·lectius com «Julio Antonio/Stendhal» pel MAMT, entorn el fenomen de la contemplació de la bellesa sublim descrit pel filòsof i anomenat «Síndrome d'Sthendal»; amb els artistes Ester Ferrando, Salvador Juanpere, Manel Margalef, Jep Cerdà, Ester Fabregat, Eduardo Valderrey, tots ells guanyadors en diferents edicions del premi d'escultura Julio Antonio de la Diputació de Tarragona. Ha col·laborat amb la Galeria La Grey de Tarragona en el projecte audiovisual «Soroll de fons», 2019.

## Principals exposicions individuals[7]

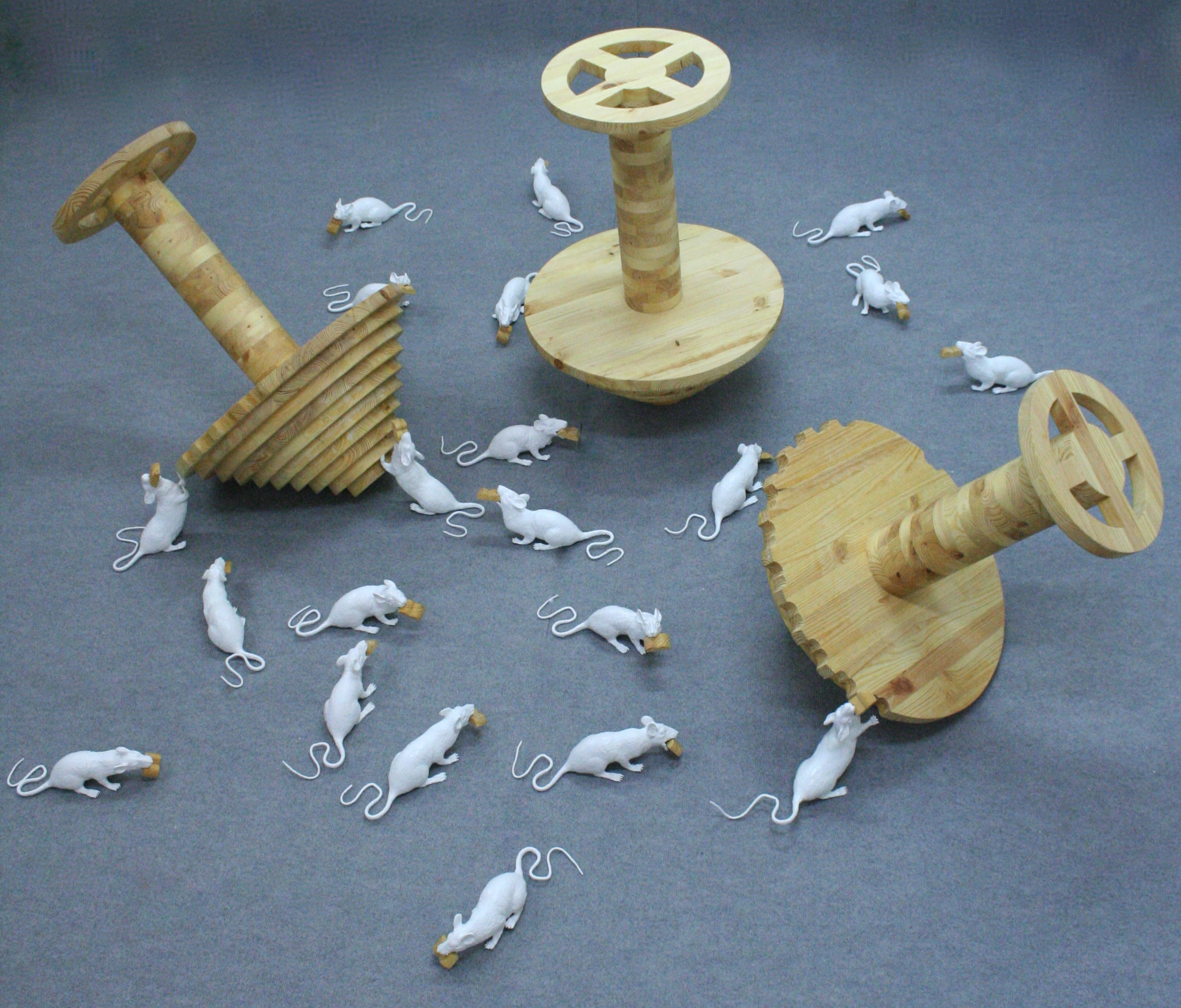
In memoriam Hamelim. Instal·lació, 2013

- 2018 «Les pells del diable», CRAI Tarragona. Universitat Rovira i Virgili.
- 2013 «In memoriam». Museu d'Art Modern, Tarragona.
- 2013 «Demà serà un altre dia». Escola d'Art, Tortosa.
- 2011 «Noves aportacions al projecte TRAOA». Intervencions a 8 plafons a la ciutat de Tarragona dins del III Festival d'Arts Visuals e·plec, del Laboratori Visual.
- 2010 «Punts Suspensius». Galeria Antoni Pinyol, Reus.
- 2003 «Projecte TRAOA», www.art-tarragona.org. Antic Ajuntament, Tarragona. «Compossibles. Homenatge a Hölderlin», Sala H de les Arts de Vic.

## Premis
Segon Premi Tapiró de Pintura, MAMT Tarragona, 1988. Primer Premi Julio Antonio d'Escultura de la Biennal d'Art 2012 de la Diputació de Tarragona amb el projecte In Memoriam, exhibit al Museu d'Art de Tarragona, el 2014.

## Referències

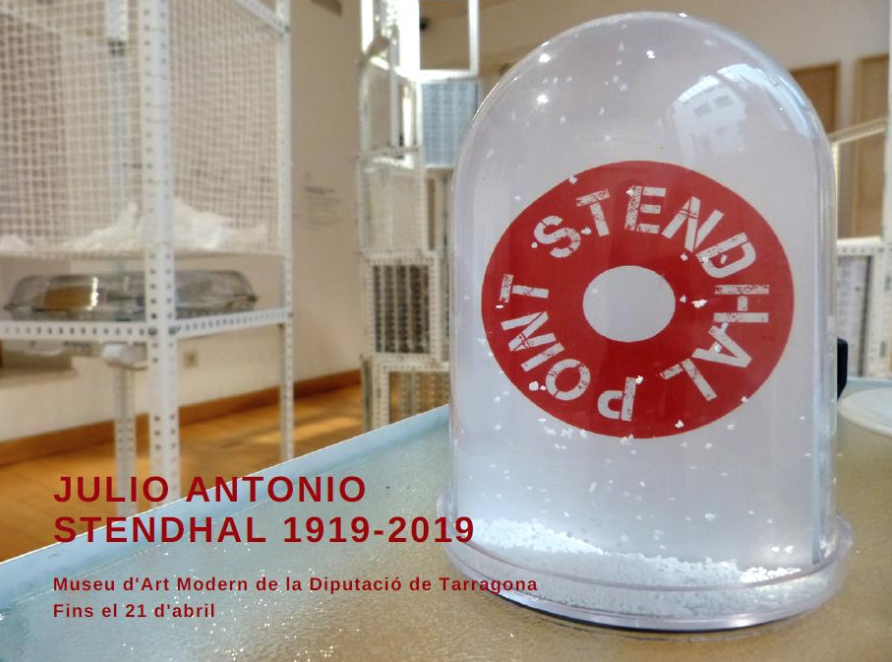
My whait walhe. Instal·lació, 2019